# Stary Sącz
Stary Sącz (udtale: [ˈstarɨ ˈsɔnt͡ʂ]) er en by og kommune (Gmina) i det sydøstlige Polen. Den ligger i voivodskabet Lillepolen (Województwo małopolskie) og har 8.746(2021) indbyggere, og et areal på 	9,74 km². Den er en del af powiat (amt) Nowy Sącz, og var en af de ældste byer i landet, der fik Magdeburgrettigheder i det 13. århundrede.

## Geografi
Stary Sącz ligger i bunden af dalen kaldet Kotlina Sądecka, mellem to floder - Dunajec og Poprad, i en højde af 320 moh.

## Historie
Byens historie går tilbage til den tidlige middelalder, hvor hertuginde Kinga (Kinga af Polen), der var datter af kongen Béla 4. af Ungarn og hustru til hertug Bolesław 5. den Kyske, modtog landet kaldet Sącz, sammen med de omkringliggende landsbyer, fra sin mand i år 1257. Det antages at være datoen for byens grundlæggelse. Hertuginden grundlagde i 1280 et kloster for den fattige Clarisserorden i byen, som hun selv blev leder af. Næsten på samme tid, på den modsatte skråning af Sącz-bakken, blev sædet for en franciskanerkloster også etableret af hertuginde Kinga. I år 1358 fik byen Magdeburgrettigheder, bekræftet af kong Kasimir 3. af Polen. En yderst fordelagtig beliggenhed på en meget travl handelsrute til Ungarn fremmede byens hurtige udvikling. Men byen blev ofte beskadiget af katastrofer, som brande, oversvømmelser og krige. Under den største brand i byens historie i 1795, brændte hele byen næsten ned.